# Berber (paard)

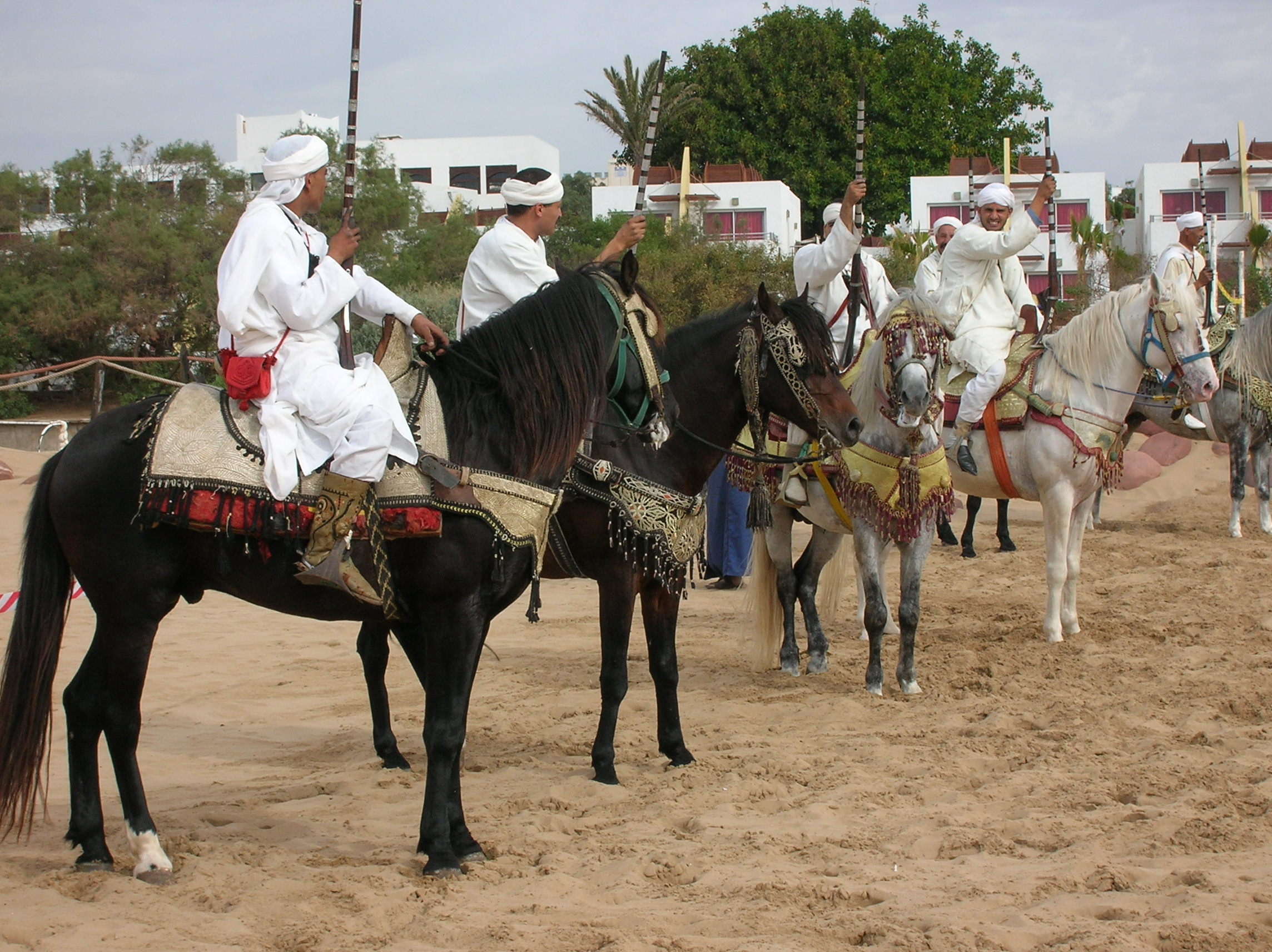
Berbers te paard

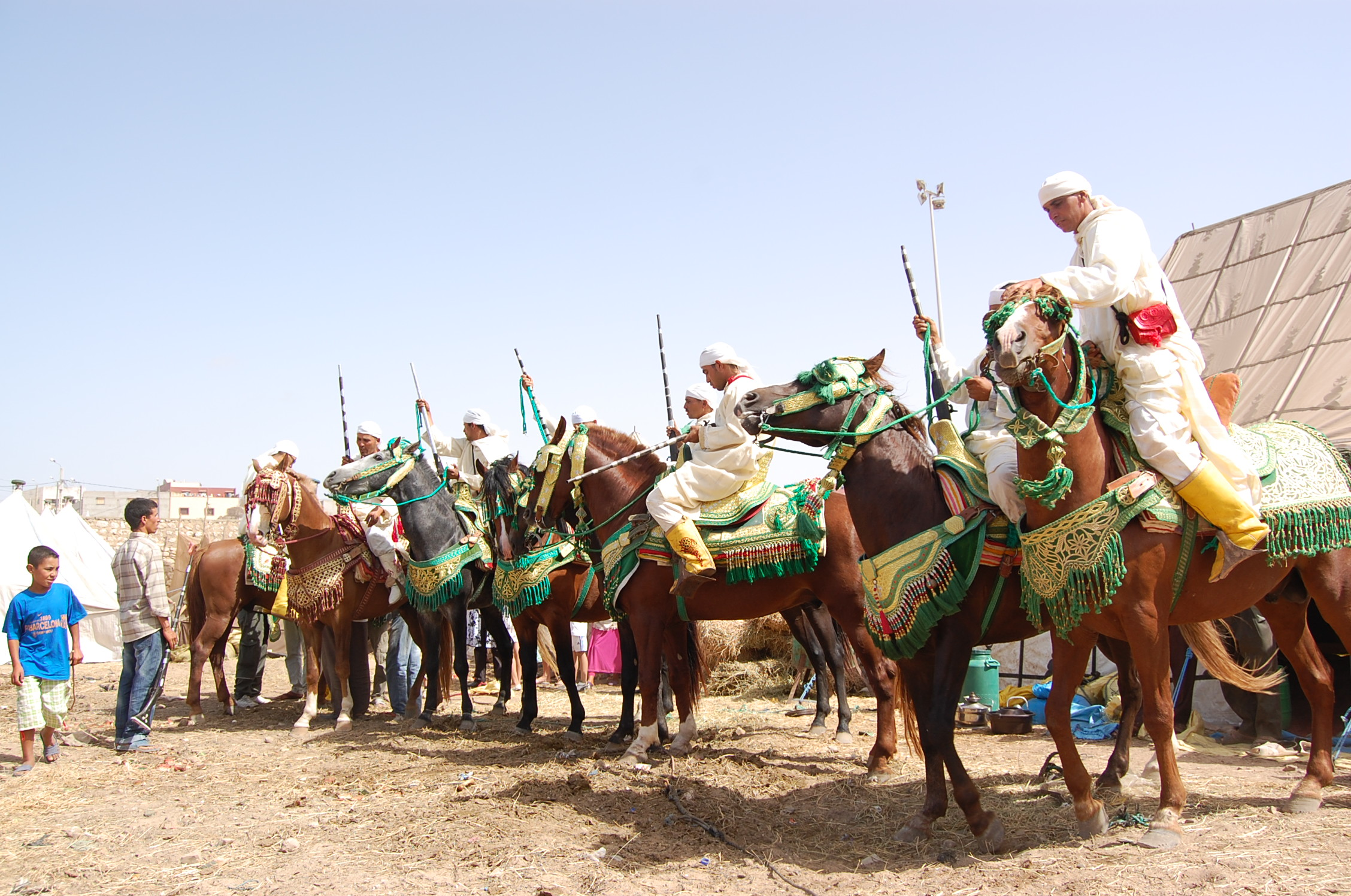
Berbers tijdens Fantasia

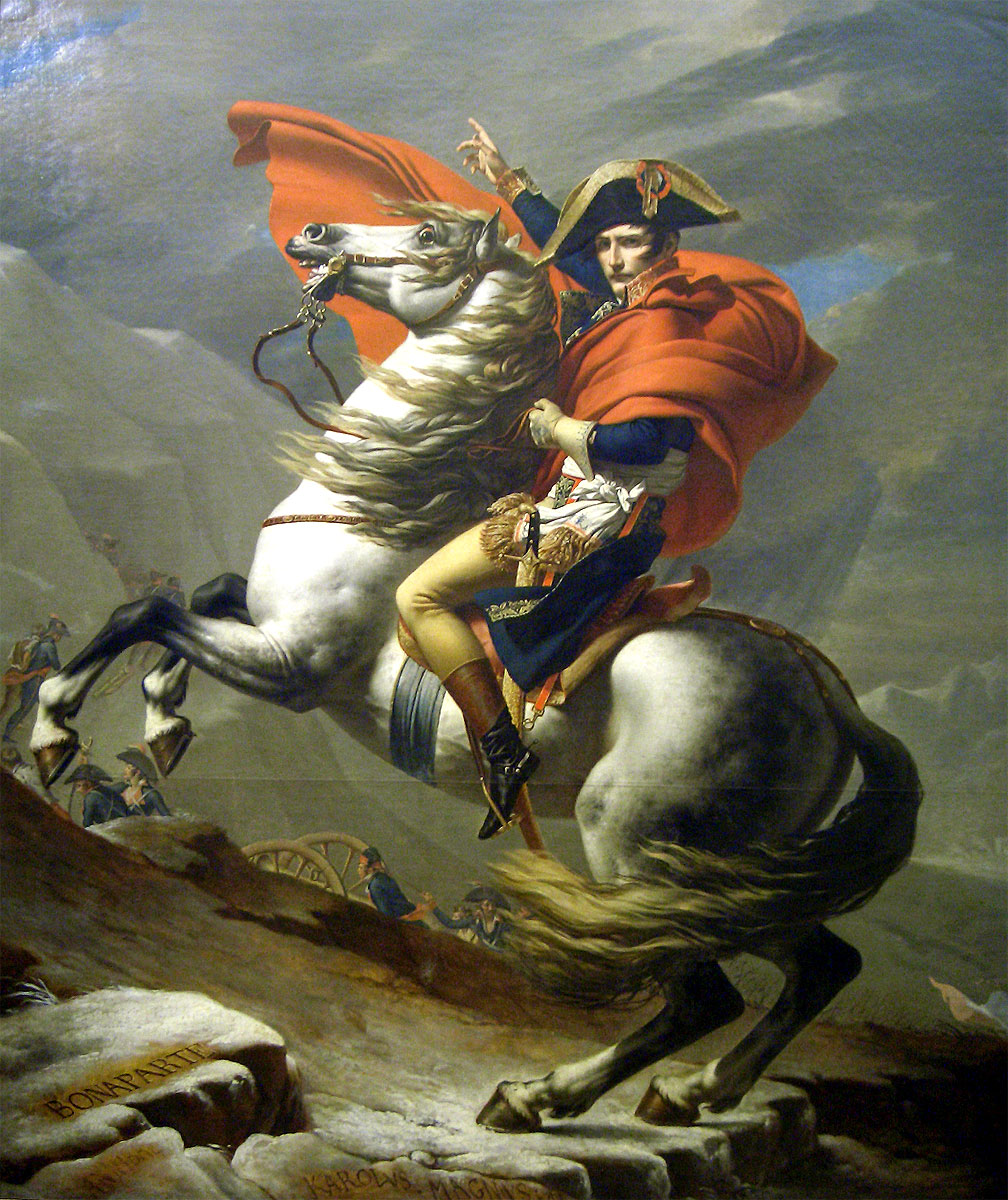
Jacques-Louis David, Napoleon

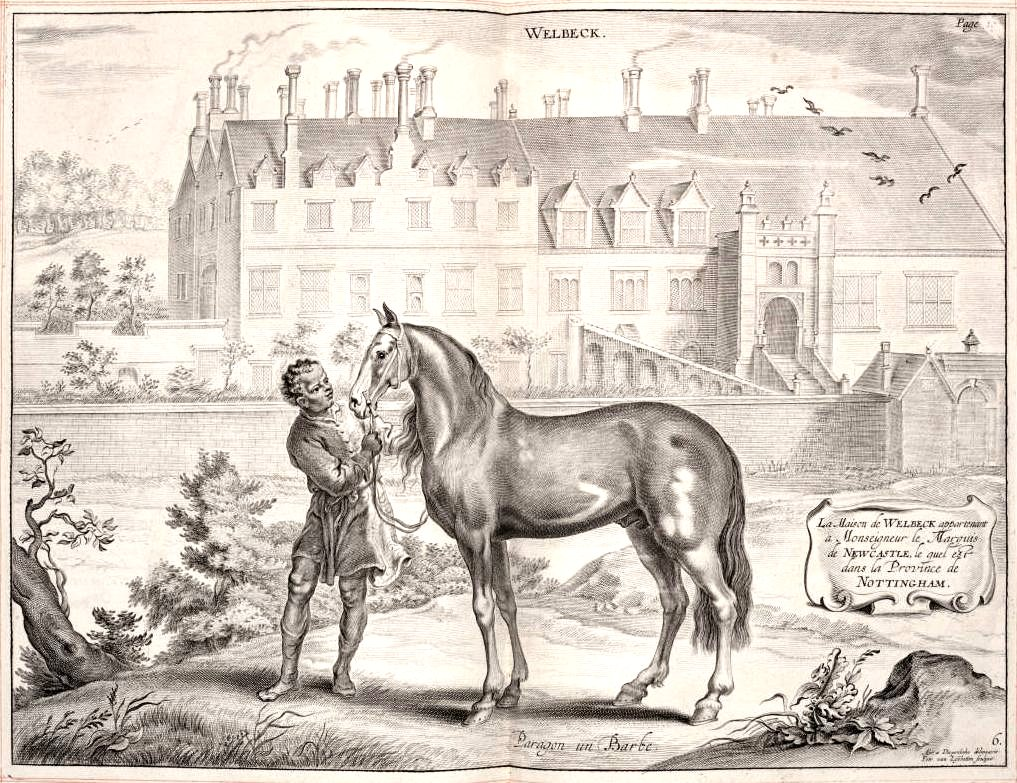
Abraham van Diepenbeeck, ca. 1743

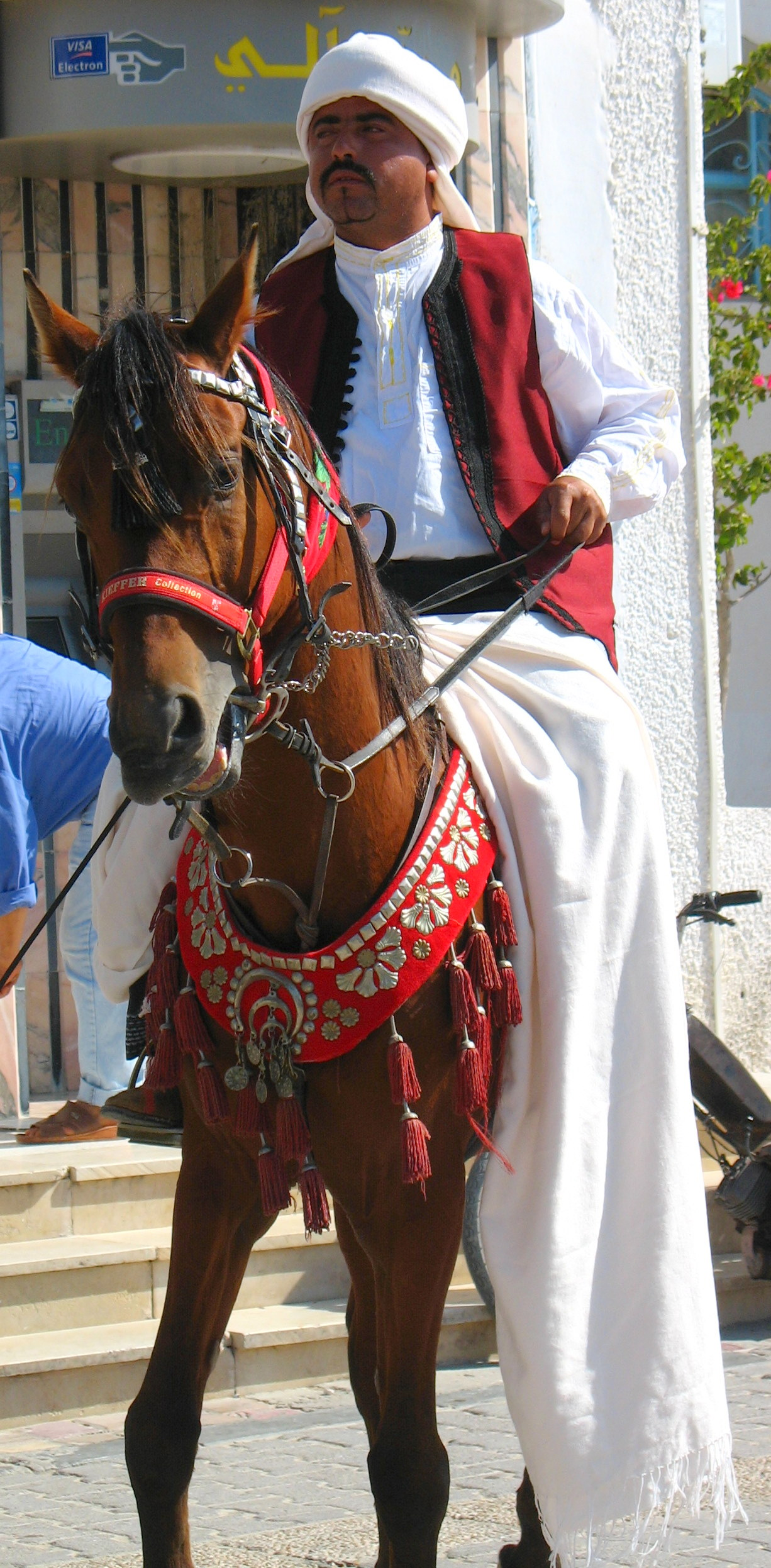
Tunesische ruiter met een berber

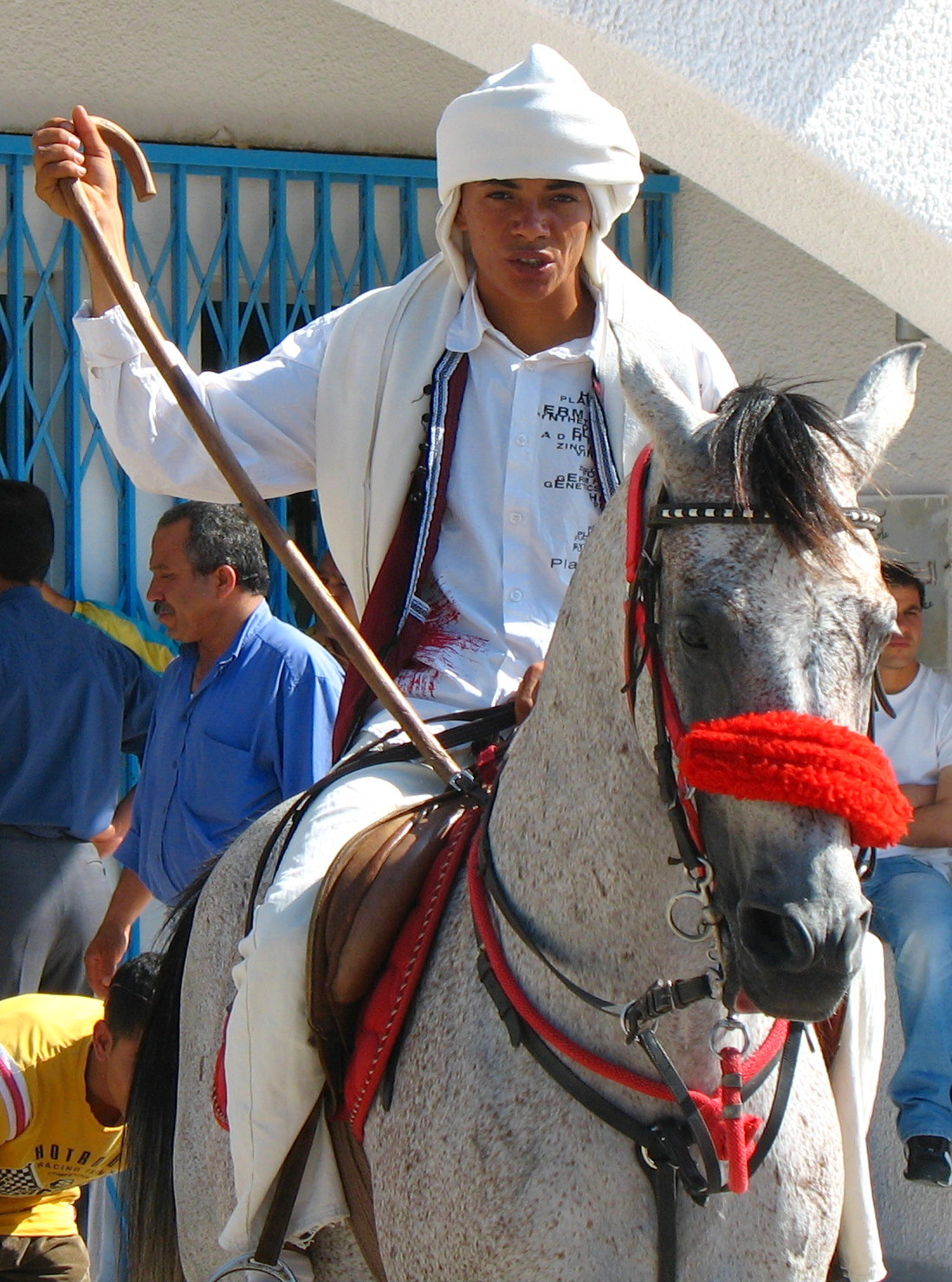
Tunesische ruiter met een berber

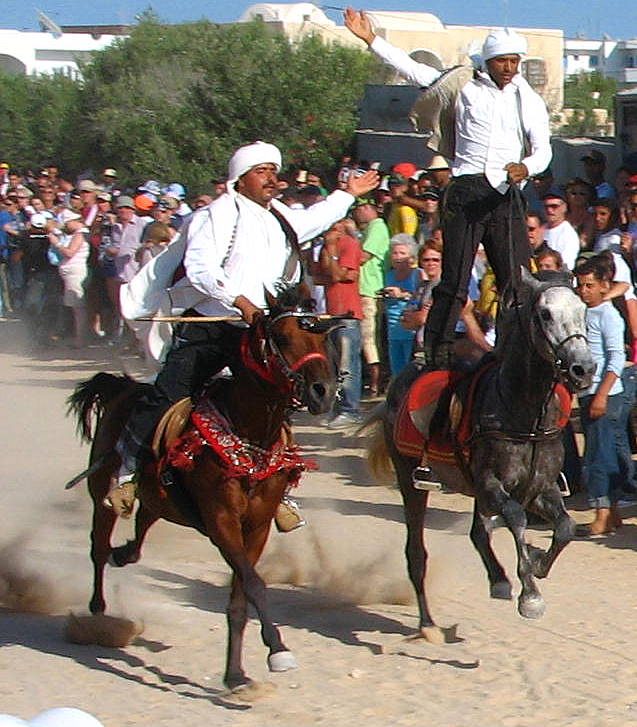
Tunesische ruiters met berbers

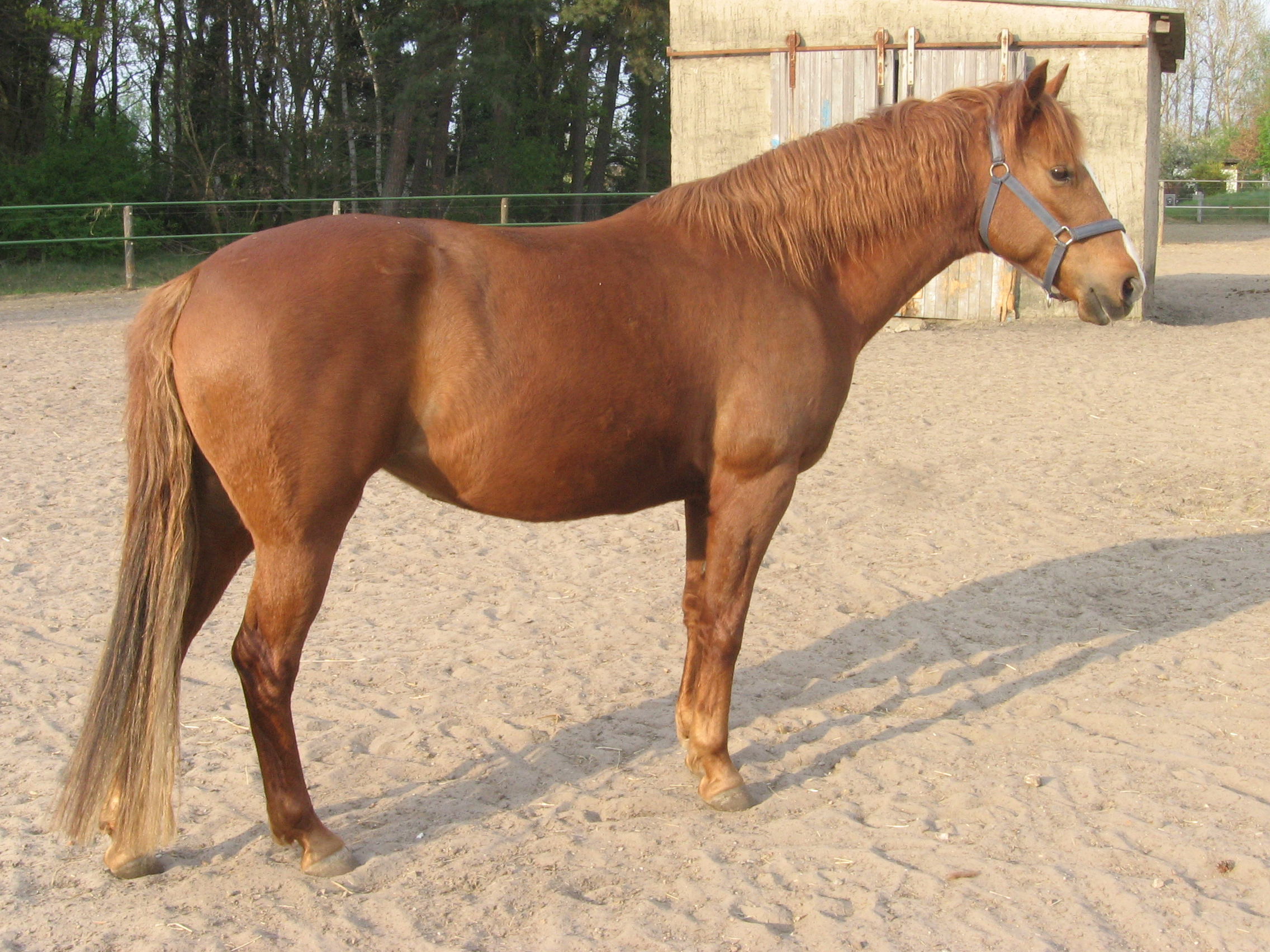
Berber, merrie, voskleur

De berber is een woestijnpaard dat zijn oorsprong vindt aan de Barbarijse kust van Noord-Afrika. Het warmbloedras beschikt over enorme gehardheid, een groot uithoudingsvermogen, een vurig temperament en een gewillig karakter. Dit paard is in de loop der eeuwen van enorme invloed geweest op vele andere paardenrassen.

## Raskenmerken
Door de vele kruisingen is het tegenwoordig op sommige plaatsen moeilijk om raszuivere exemplaren te vinden. De berber is een licht rijpaard met een groot uithoudingsvermogen. De stokmaat ligt tussen de 145 en 160 cm. De voorpartij is krachtig, de schoft is hoog, de achterhand kort, het kruis smal en aflopend. De staart is laag ingeplant. Het ras is sterk, heeft harde benen en kleine, ronde, stevige hoeven. De meest voorkomende kleur is schimmel, maar ook vos, zwart en (kastanje)bruin worden aangetroffen.
Abacoberber
De abacoberber is een bedreigde ondersoort (of reeds uitgestorven) van de Noord-Afrikaanse berber. Deze komt voor op het eiland Abaco in de Bahama's. Naar men aanneemt, stamt de abaco af van paarden die tijdens de Spaanse koloniale tijd op dit eiland schipbreuk hebben geleden. Er zijn nog slechts weinig exemplaren van de abaco over. De abacoberber komt in meerdere kleuren voor: met lichte of juist donkere vlekken, schimmelkleuren, zwart en andere.

## Geschiedenis van het ras
Waar de oorsprong van de berber precies ligt, is niet met zekerheid vast te stellen. Al ruim voor het begin van de christelijke jaartelling werden er in Noord-Afrika paarden gefokt, aangeduid als Numidische paarden, die onder andere door de legers van Carthago werden bereden in de Punische oorlogen tussen Carthago en Rome in de derde eeuw voor Christus. Aangenomen wordt dat de vader van Hannibal, Hamilcar Barkas, gebruik maakte van Numidische paarden toen hij vanuit Gades (het latere Cadiz), een oude Phoenicische kolonie, het zuiden van Spanje veroverde. In de zevende eeuw na Christus begon de verovering door de Arabieren van Noord-Afrika - in het Arabisch aangeduid met de naam Maghreb. Hoe groot de invloed van door hen meegebrachte paarden op de plaatselijke paarden was is onderwerp van discussie. Algerijnse auteurs zijn ervan overtuigd dat de plaatselijke stammen een voorkeur behielden voor hun eigen paarden omdat deze beter dan het Arabische paard geschikt waren voor het bergachtige terrein. Zij plaatsen het begin van het kruisen met Arabische paarden bij de Franse kolonisatie van Noord-Afrika, toen de Franse overheerser het lokale paard trachtte te "verbeteren" door te kruisen met uit Syrië afkomstige hengsten. Er bestaat groot verschil van mening over de vraag of de berber en de arabier een gemeenschappelijke voorouder hebben of dat, zoals volgens anderen, de arabier een directe voorouder van de berber was. Toen in de achtste eeuw na Christus Al-Andalus werd gesticht moeten talloze paarden uit Noord-Afrika hun weg naar Spanje hebben gevonden.
Mogelijk is het inheemse paard van de Maghreb, die bewoond wordt door Berbers, beïnvloed door kruising van meerdere 'oosterse' rassen enerzijds, zoals de arabier en paarden uit Turkmenistan en het Kaspische gebied, met Iberische paarden anderzijds. De laatste zouden dan meegebracht zijn door de Moren.
Er bestaan thans diverse variëteiten van de berber, waaronder de Algerijnse, de Marokkaanse en de Tunesische. De berber is een legendarisch ras, volgens de vele verhalen die erover bekend zijn.

### De berber-arabier van Napoleon
Marengo was een van de beroemdste paarden van Napoleon. Het paard werd gevangen in Egypte tijdens de slag om Aboukirin in 1799. De grijze berber-arabier kreeg de naam Marengo naar Napoleons overwinning op 14 juni 1800 in de slag bij Marengo in Italië. Marengo droeg Napoleon in veel van zijn veldslagen en werd na de slag om Waterloo (1815) gevangen door de Britse soldaten om het dier in Engeland te kunnen tonen. Marengo stierf in 1832 en was naar schatting 38 jaar. Dat is een verbluffende leeftijd voor een oorlogspaard, dat de littekens van de vele veldslagen met zich mee droeg. Na zijn dood werd het skelet van het paard tentoongesteld in het National Army Museum in Chelsea (Londen).

### In de mode bij de Europese ridders
De Griekse geleerde Claudius Aelianus schreef in het jaar 200 na Christus over de berberpaarden: "Deze paarden zijn buitengewoon snel en sterk, maar bovendien zo volgzaam dat ze zonder trens of teugel bereden kunnen worden en zich heel eenvoudig met een stokje laten sturen". In 1200 na Christus kwam de berber in de mode bij Europese ridders. De berbers waren tot in de 18e eeuw zeer geliefd. Wie binnen de Europese koningshuizen iets voorstelde, reed op een berber of een Spaans paard. Antoine de Pluvinel schreef over de berber: "Ik houd veel van deze Barbaarse paarden voor het Hoge School rijden vanwege de buitengewone toegenegenheid om sierlijk en met een bijzondere ijver de oefeningen uit te voeren."
In 1605 zegt G.E. Löhneysen: "De Moorse paarden zijn tamelijk klein, maar conditioneel sterk en werklustig, ze kunnen veel hebben, het zijn heerlijke goede paarden. Voornamelijk zijn ze dapper en blijmoedig en ze worden in het bijzonder geprezen omdat ze erg werklustig en trouw aan de mens zijn." In oorlogstijd moest de berber zijn kwaliteiten tonen op het slagveld. Er werden hoge eisen gesteld aan de ruiter, maar zeker ook aan zijn paard. Om de zware 'oefeningen' op het slagveld uit te kunnen voeren moest het paard sensibel, temperamentvol en goed te rijden zijn. Maar bovenal moest hij mee willen werken en trouw zijn. In vredestijd dienden de berberhengsten als comfortabele, rustige tölters voor de weinig zadelvaste adellijke dames. En natuurlijk werden ze ingezet als dekhengst.

### Berberbloed reisde via Spaanse paarden mee naar Amerika
Na de inval van de Arabieren in de Maghreb werden veel Berbervolkeren islamitisch. En zij vielen op hun beurt in naam van Allah Spanje weer aan. Door deze invasie is er veel berberbloed bij het Spaanse paard ingefokt. De oude berberpaarden en de hedendaagse andalusiër hebben dan ook veel overeenkomsten qua uiterlijk. Deze met berberbloed gefokte Spaanse paarden werden in het jaar 1500 door Spaanse ontdekkingsreizigers meegenomen naar Amerika en hebben grote invloed gehad op bijna alle Amerikaanse paardenrassen, met name de Zuid-Amerikaanse. De berber is hiermee tevens grondlegger geweest voor bijvoorbeeld het quarter horse, maar ook van de criollo: het paard van de Gaucho's.

### Goldophin Barb, stamvader van deEngelse volbloed
Karel II van Engeland was een liefhebber van paardenrennen. Hij kreeg in 1662 als bruidsschat van zijn gemalin onder andere de Marokkaanse havenstad Tanger. In jaren dat deze stad onder zijn heerschappij viel, werden een groot aantal berberpaarden naar Groot-Brittannië verscheept. Deze paarden werden gebruikt om de eerste Britse renpaarden te verbeteren. De meest invloedrijke verbeteraar was de Marokkaanse berberhengst Godolphin Barb. Hij kwam in 1729 naar Engeland. Zijn nakomelingen overtroffen alle andere. Ze hadden een extreem goed uithoudingsvermogen, waren snel, onverschrokken en versloegen steeds de concurrentie op de lange afstand. Godolphin Barb, die onbetwist als stamvader van de Engelse volbloed geldt, en twee andere berberhengsten, 'Curwen Bay' en 'St. Victor', vormen tezamen 23,3% van het erfgoed van alle Engelse volbloedpaarden die er bestaan.

### Veldtocht naarRusland
Ook in de jongere geschiedenis heeft de berber nog een rol van belang gespeeld. De veldtocht van Rommel in de Tweede Wereldoorlog naar Tunesië en Algerije leverde zo'n tweeduizend berberhengsten op, die ingezet werden bij de veldtocht naar Rusland. Zij werden naar Hongarije verscheept en droegen, samen met Duitse warmbloedpaarden, het 42e Duitse Ruiterregiment tot ver voorbij Sint-Petersburg. Een lange en onvoorstelbaar zware tocht, die van alle paarden alleen door de berberhengsten overleefd werd. Tijdens deze extreme tocht konden de paarden van de cavalerie zich bij tijden alleen maar voeden met het riet van de daken van de boerderijen. Na de oorlog keerden de overlevenden van het regiment weer naar hun thuisland terug. Velen van hen moesten om te overleven onderweg, in Rusland, later in Polen en Oostenrijk en ten slotte in Duitsland, hun geliefde paard verkopen. Tweehonderd van deze hengsten zijn gebruikt bij de Poolse warmbloedfokkerij. De berber is dus een ongelofelijk invloedrijk ras geweest. Niet alleen direct maar ook indirect.

## Fokkerij heden
De berber wordt tegenwoordig vooral in Marokko, Algerije, Spanje, Duitsland en Frankrijk gefokt. Het aantal zuivere exemplaren neemt weer toe doordat er buiten de Noord-Afrikaanse landen nu ook actieve rasverenigingen en stamboeken zijn. De OMCB (Organisation Mondiale du Cheval Barbe, "Wereldorganisatie van het berberpaard") werd in 1987 in Algerije opgericht ter promotie en behoud van dit ras. Politieke omstandigheden maken het echter moeilijk voorspelbaar in welke mate het ras een vooruitgang in aantallen en in zuiverheid zal beleven. Inmiddels zijn er in Frankrijk, Duitsland en België actieve rasverenigingen opgericht. De
Verein der Berberzüchter im Rheinischen Pferdestammbuch (BZRP) in Duitsland is een van de actieve organisaties in West-Europa waarbij verschillende fokkers uit Duitsland en België zijn aangesloten. Daarnaast is in Duitsland sinds 1992 ook het VFZB, de Verein der Freunde und Zuchter des Berberpferdes, als landelijk stamboek actief. In Frankrijk wordt het stamboek sinds 1989 beheerd door de AFCB, de Association Française du Cheval Barbe. Wat aantallen betreft, is de fokkerij van berbers en berber-arabieren in Europa bescheiden te noemen. Bij de VFZB zijn een twintigtal fokkers aangesloten, en werden in 2014 19 berberveulens en 15 berber-arabieren geregistreerd. Bij het AFCB zijn veertig fokkers aangesloten en werden in 2014 89 berbers en berber-arabieren geregistreerd, een achteruitgang ten opzichte van 2010 toen er nog 164 veulens in het AFCB werden opgenomen.

### Invloed op andere rassen
Al zal de ware herkomst van het ras waarschijnlijk nooit duidelijk worden, één ding is zeker: de berber is na de arabier het ras met de meeste invloed op het ontstaan en de veredeling van andere rassen.
Net als de volbloed-arabier bereikte de berber Europa door de verbreiding van de islam. Het eerste moslimleger landde, zevenduizend man sterk, in het voorjaar van 711 in Spanje. Toen de berber zich eenmaal had gevestigd op het Iberisch Schiereiland, speelde het ras een belangrijke rol bij het ontstaan van de andalusiër en de lusitano. De andalusiër op zijn beurt was over de hele wereld van grote invloed bij het fokken van andere rassen, met name van barokpaarden als de fries en de lipizzaner, maar ook gewonere landbouw- en tuigpaarden als het Oost-Friese en Groninger paard.
De beroemdste berber was wellicht de ruin 'Barbary'. Deze was eigendom van koning Richard II van Engeland. Ook Hendrik VIII van Engeland voerde exemplaren in. Raskenmerken van de berber vallen nog te onderkennen in de Argentijnse criollo en in Amerikaanse rassen als quarter horse, mustang en appaloosa.
Ondanks zijn grote belang voor de fokkerij, heeft de berber niet de algemene bekendheid bereikt die de volbloed-arabier wel ten deel is gevallen. De laatste won het door zijn indrukwekkende verschijning, zijn gracieuze schoonheid en edele verfijning. Maar wat betreft uithoudingsvermogen doet de berber in niets onder voor de arabier, en hij kan even goed toe met weinig voedsel en is net zo stevig op de been. De aanhankelijkheid waar berbers om geroemd worden, zou zijn ontstaan doordat de veulens de eerste melk uit mensenhanden te drinken kregen. De merries met de veulens werden dicht bij het kampement gehouden, als het ware binnen huiselijke kring. Dit zou een enorme stempel gedrukt hebben op hun vertrouwen in de mens en hun bereidheid tot samenwerking. Ook deze eigenschappen zijn in hun nakomelingen tot op heden te herkennen.